# Ga Phú Vinh
Ga Phú Vinh là một nhà ga bỏ hoang nằm trên tuyến Đường sắt Bắc Nam nằm tại xã Vĩnh Hiệp, Nha Trang, Khánh Hòa.

## Kiến trúc
Ga Phú Vinh có 2 tầng, diện tích được xây dựng là 170 m2, diện tích sàn của ga là 340 m2. Kết cấu của nhà ga Phú Vinh bao gồm móng đá, tường xây bằng gạch, gác gỗ, mái lợp ngói. Nhà ga được thiết kế mang đậm đặc trưng của kiến trúc Pháp, tường gạch dày từ 0,4 đến 0,5m.

## Lịch sử

### Thời Pháp thuộc đến nay
Trong thời Pháp thuộc, Pháp đã cho xây dựng tuyến đường sắt Sài Gòn - Nha Trang từ năm 1900 – 1913, trong đó ga Phú Vinh là một hạng mục của tuyến này. Nhà ga Phú Vinh được xây dựng từ năm 1913. Nhà ga cũng là điểm cuối của tuyến trên. Sau đó, đến năm 1928, Pháp đã tiến hành xây dựng tuyến đường sắt Đà Nẵng – Nha Trang để hoàn thiện tuyến đường sắt xuyên Việt, trong đó có việc xây dựng Ga Nha Trang, cách ga Phú Vinh về phía Bắc 4 km. Khi ga Nha Trang được xây dựng xong năm 1936, Ga Phú Vinh được sử dụng để làm trạm tiếp nước cho đầu máy hơi nước và là nơi tác nghiệp cho tàu khi vào ga Nha Trang. Sau này, ga Phú Vinh dùng để phục vụ cho các công tác quản lý, bảo dưỡng cầu, đường ray và sau đó là nơi tạm thời ở của 6 hộ gia đình công nhân viên ngành Đường sắt.  Từ năm 2018, Ga Phú Vinh đã không được sử dụng cho đến nay.

### Ga xuống cấp và quyết định dỡ bỏ
Sau rất nhiều năm được sử dụng và bị bỏ hoang, ga đã ngày càng hoang tàn với mái ngói đổ nát, sàn gỗ tầng 1 có thể rơi xuống bất kể lúc nào gây nguy hiểm đến người dân địa phương. Vào ngày 31 tháng 1 năm 2019, Tổng công ty Đường sắt Việt Nam đã cho biết ga Phú Vinh không được sử dụng nhiều năm liền và không có hồ sơ quản lý nhà ga. Sau đó, Tổng công ty Đường sắt Việt Nam đã đề nghị Bộ Giao thông Vận tải xem xét, cho phép đơn vị này dỡ bỏ công trình ga Phú Vinh để đảm bảo cho an toàn giao thông đường sắt.